# فریده پروین
فریدا پروین (زاده ۳۱ دسامبر 1954) یک خواننده محلی بنگلادشی است. او که به عنوان " ملکه لالون " شناخته می‌شود. در سال ۱۹۸۷ جایزه اکوشی پاداک و جایزه فیلم ملی بنگلادش را برای بهترین خواننده زن پخش کننده برای فیلم Andho Prem (1993) در سال ۱۹۹۳ دریافت کرد.
پروین در ناتوره به دنیا آمد و در کوشتیا بزرگ شد. در کودکی هارمونیوم می‌نواخت. او از کالج دولتی کوشتیا زیر نظر دانشگاه راجشاهی فارغ‌التحصیل شد.

## آثار

### آهنگ‌ها
- «ای پادمای مگنا»
- «بریر کچه ارشی نوگور»
- «شاتو بول شوپوتی چول»
- «تومرا بولی گچو مالیکادر نعم»
- «نیندار کاتا جودی»
- «پورگا نماز جنه شونه»

### آلبوم‌ها
- خاچار ویتور اوچین پاخی
- کیشوری بو
- Milon Hobe Koto Dine
- نیندار کاتا
- پاپ پونر کوتا
- شوموی گله شدان هوبنا
- تومرا ووله گاچو